# Hans Sloane
Sir Hans Sloane, 1st Baronet (Killileagh, 16 de abril de 1671– Chelsea, 11 de enero de 1753) fue un médico, naturalista y coleccionista irlandés, reconocido por haber legado su colección de 71 000 artículos a la nación británica, proporcionando así la base del British Museum, de la British Library y del Museo de Historia Natural (Londres) de Londres. Fue elegido miembro de la  Royal Society  a la edad de 24 años. Sloane viajó al Caribe en 1687 y documentó sus viajes y hallazgos con extensas publicaciones años más tarde. Sloane fue un reconocido médico entre la aristocracia y fue elegido por el  Royal College of Physicians  a los 27 años de edad. Se le atribuye la creación del chocolate para beber.

## Biografía
Sloane nació en Irlanda en el seno de una familia protestante en el año 1660, año en el que se fundó en Londres la Royal Society, cuyo fin fundacional era "for promoting natural knowledge" («promover el conocimiento de las Ciencias Naturales»). Ya en su niñez en Irlanda le agradaba la observación de la Naturaleza, hecho que al final de sus días recordaba: «Desde mi juventud me ha gustado grandemente el estudio de la Plantas y otras partes de la Naturaleza».
En 1679 Sloane se trasladó a Londres, para estudiar química y farmacia, en este tiempo continuó acrecentando su afición a la botánica en sus periódicas visitas al Physic Garden de Chelsea. En su tiempo la medicina estaba basada en los «simples», las plantas y sus derivados, de los que se obtenían los medicamentos, y este jardín de Chelsea que había fundado la Society of Apothecaries en 1673 cumplía ese objetivo. En este tiempo trabó amistad con el conocido botánico John Ray y con el químico Robert Boyle.
En 1683 se trasladó a Francia donde estudió anatomía, medicina y botánica, recibiendo el doctorado en Medicina al final de ese año. Aquí también hizo amistad con médicos y botánicos conocidos de su tiempo como Joseph Pitton de Tournefort y Monseñor Magnol, que a la sazón estaban muy atareados recolectando especímenes de animales y plantas y dándoles un nombre, hecho que impresionó a Sloane.
A su vuelta a Inglaterra en 1685, Sloane se hizo miembro de la Royal Society, y en 1687 miembro del Colegio Real de Médicos, practicando la Medicina en Londres. En esta situación se le ofreció la oportunidad al joven médico de ir con el recién designado gobernador de Jamaica el duque de Albemarle como médico de su familia. Sloane aceptó, partiendo de Portsmouth el 19 de septiembre de 1687, parando en Barbados durante 10 días antes de llegar a Port Royal, en Jamaica, el 19 de diciembre.
En los 15 meses que duró la estancia de Sloane en Jamaica, recolectó numerosos especímenes de plantas, moluscos, peces, insectos, animales y tomado notas de los usos y costumbres de sus habitantes. Con la ayuda de un artista local el reverendo Garret Moore plasmó en láminas las imágenes de los especímenes que se encontraba. A su vuelta a Inglaterra además de las ilustraciones llevaba especímenes de 700 especies de plantas, además de otros variados y numerosos especímenes. Lo que no había dibujado Moore e incluso con dibujos iniciales de este fue ilustrado por el virtuoso Everhardus Kickius para la edición de su Natural History of Jamaica donde además utilizó el sistema binomial de Linneo para nombrar las especies de las plantas.
Junto con los especímenes que llevó de vuelta a casa Sloane llevaba chocolate, pues por su don natural de observación se dio cuenta del gran consumo que los naturales de la isla hacían del cacao como remedio curativo de numerosas enfermedades. Al probarlo lo encontró nauseabundo, amargo y poco digerible, en parte por los aceites naturales que llevaba. Sloane descubrió que sus características organolépticas mejoraban notablemente al mezclarlo con leche; con este paso había descubierto el chocolate con leche. Sloane patentó su receta y desde entonces fue un asiduo consumidor de este producto hasta el final de su vida. En el siglo XIX después de la muerte de Sloane, fueron adquiridos los derechos de la receta para comercializarla, por Cadbury, un nombre que actualmente es conocido en todo el mundo como ligado al chocolate con leche.
A pesar de los cuidados médicos de Sloane, el duque murió en octubre de 1688, y precipitó su vuelta a Inglaterra, que ocurrió en un momento de gran inestabilidad, en mayo de 1689, con la retirada del trono del católico Jacobo II y su sustitución por el protestante Guillermo de Orange. Una vez en Londres se casa en 1695, volviendo a retomar la práctica médica en consulta en su propia casa. Con sus publicaciones fue adquiriendo fama y se hizo con una clientela distinguida designado médico suplente de la reina Ana en 1796, Jorge I en 1716, y médico habitual de Jorge II en 1727.
Sus publicaciones le dieron tal fama que a la muerte de Isaac Newton en 1727, fue elegido presidente de la Royal Society; antes, de 1693 a 1713, había sido secretario, estando en el puesto hasta 1741, cuando se retiró de la práctica médica con 81 años, marchándose a su residencia de Chelsea.
A pesar de su retiro Sloane siguió con una intensa correspondencia por carta con numerosos científicos de su época y en su residencia tuvo numerosas visitas de dentro y fuera de Inglaterra, para ver sus famosas colecciones. En 1736, un joven Linneo de 29 años visitó al viejo Sloane de 76 años, y a su vuelta a Suecia, fue muy crítico con lo que consideraba una caótica manera de mantener especímenes en permanente apilamiento. Pues Linneo empleaba la práctica de almacenar cada espécimen entre una hoja de papel de gran tamaño que podía ser fácilmente intercambiada y manipulada, práctica que estaba ya instaurada en la mayoría de los botánicos. Pero por otra parte se quedó tremendamente impresionado por los 12500 vegetales y sustancias vegetales, 6000 conchas, 9000 especies de invertebrados, 1500 peces, 1200 pájaros, huevos y nidos, y más de 3000 especímenes de vertebrados, en su mayoría fruto de su estancia en Jamaica.
Pero la colección de Naturaleza era solamente una fracción del total de la colección que por su afición al coleccionismo tenía además una colección de fósiles, minerales, joyas, ornamentos, objetos de culto, y una colección de monedas antiguas y modernas de 32.000 medallas y monedas, totalizando unos 200.000 artículos.

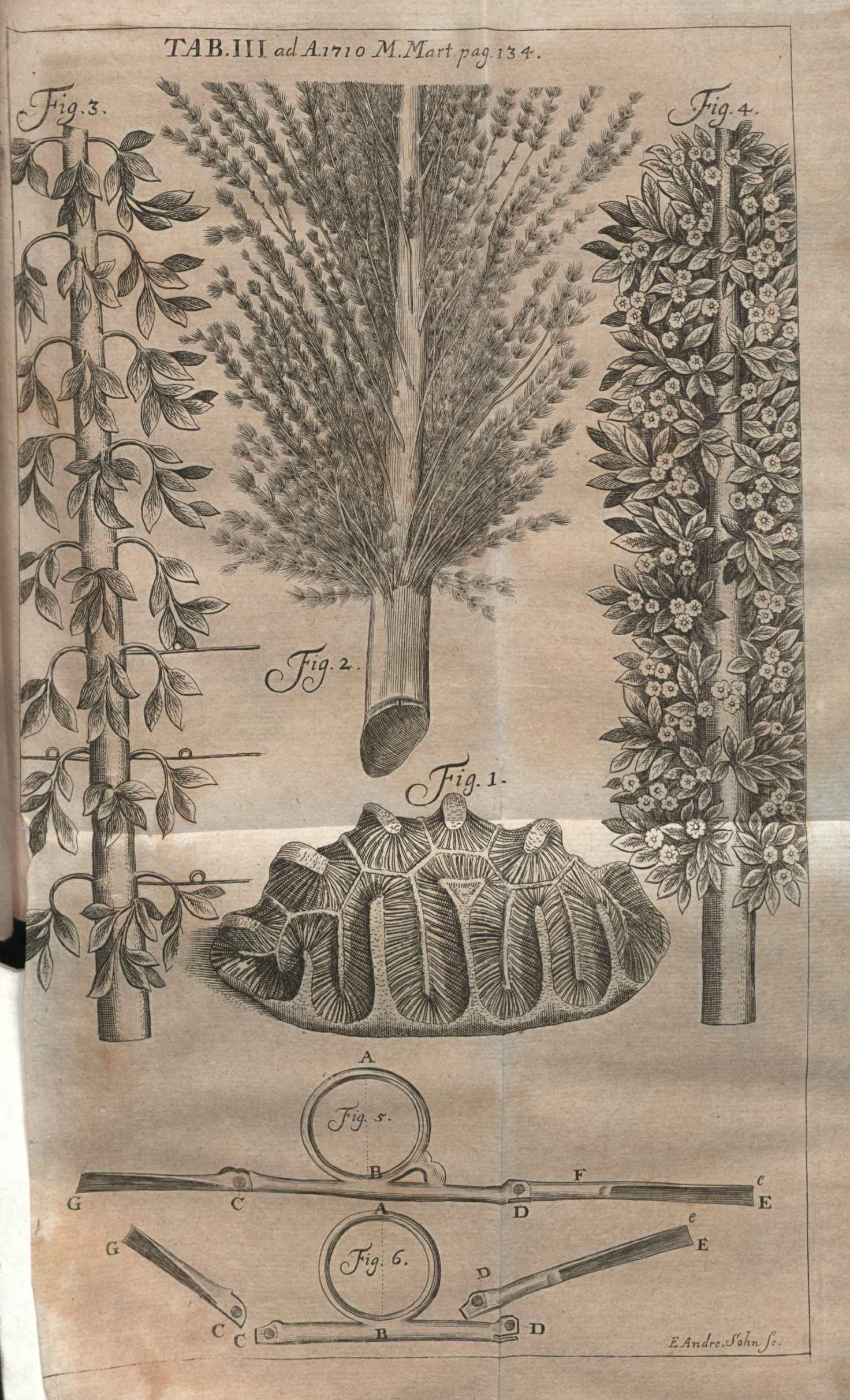
Ilustración desde A voyage to the islands Madera, Barbados, Nieves, S. Christophers and Jamaica (Acta eruditorum, 1710)

Cuando Sloane murió el 10 de enero de 1753 no se sabía donde iba a parar tan ingente colección pero por un Acta de urgencia del Parlamento se fundó el Museo Británico, con la colección Sloane como núcleo principal de contenidos.

## Obra
- Catalogus plantarum quae in insula Jamaica…, 1696.
- Voyage to the islands Madera, Barbadoes, Nieves, S. Christophers and Jamaica… 1707–1725.
- Pharmacopoeia [Pharmacopoea Collegii regalis medicorum Londinensis. 4ª ed. Knaplock, Londres 1721 (como editor)
- Natural History of Jamaica, 1.er v. «Plantas» (1707) 2º v. «Zoología» (1725).

- La abreviatura «Sloane» se emplea para indicar a Hans Sloane como autoridad en la descripción y clasificación científica de los vegetales.[13]